# Rivica
Rivica (cyr. Ривица) – wieś w Serbii, w Wojwodinie, w okręgu sremskim, w gminie Irig. W 2011 roku liczyła 620 mieszkańców.